# 이지훈 (1992년)
이지훈(1992년 11월 23일 ~ )은 대한민국의 리그 오브 레전드 전직 프로게이머이다. 프로게임단 지도자로도 활동했다. 선수 시절 포지션은 미드라이너였으며 Easyhoon이라는 아이디를 사용했다. 현재 웨이보 게이밍의 코치이다.

## 선수 시절
2012년 10월, 아마추어 팀인 GSG에 입단하면서 프로 커리어를 시작했다. GSG 소속으로 2012-2013 윈터 시즌에 참가했다.  이지훈은 팀의 에이스로 활동했다.
2013년 2월 13일, MVP 블루에 입단했다.
2013년 10월, SK텔레콤 T1 S에 입단했다. 2013-2014 윈터 시즌에서는 챔피언스와 NLB에서 팀이 광탈하면서 빠르게 시즌을 마감했다. 이후 2014 스프링과 서머 시즌 팀의 주전 미드라이너로 활동했다.
2015시즌을 앞두고 SK텔레콤의 두 형제팀이 하나로 합쳐지는 과정에서 SK텔레콤 통합팀에 잔류했다. 스프링 시즌 페이커의 백업 선수로 활동하면서 간간히 출전을 했다. 2015 스프링 결승전에 선발로 출전했으며 좋은 모습을 보여 팀의 우승에 기여했다. 이지훈은 결승전 MVP를 수상했다. 스프링 시즌 우승으로 참가한 MSI에 서브 선수로 참가했다. 서머 시즌에서도 간간히 나오면서 좋은 모습을 보이면서 팀의 서머 시즌 우승에 기여했다. 롤드컵 2015에서도 서브 선수로 참가했다. 조별리그 H2k와의 경기에 출전했다. 롤드컵 4강전에서 선발 출전하였으며 1세트와 2세트 승리를 거두며 팀의 결승 진출에 공헌했다.
2016시즌을 앞두고 비시 게이밍에 입단했다. 2016 스프링 시즌 좋은 모습을 보여주면서 팀의 에이스로 활약했다. 서머 시즌에서는 폼이 떨어지는 모습을 보여주었으나 팀의 에이스로 활약을 하면서 팀의 잔류에 기여했다.
2017시즌을 앞두고 벵기가 영입되면서 함께 호흡을 맞추게 되었다. 하지만 팀은 스프링 시즌 부진에 빠져 2부리그로 강등당했다. 서머 시즌에서는 팀의 주전으로 활동하면서 팀이 2부리그에서 압도적 1위를 달리게 하였으며 팀의 승격에 기여했다.
2018시즌에서는 다른 팀원들이 부진한 가운데 혼자 분투하는 모습을 보여주었다.
2018시즌 종료 후 현역에서 은퇴했다.

## 은퇴 후
2018년 12월 14일, 쑤닝 게이밍의 코치로 부임했다. 2019년 12월, 코치직에서 물러났다.
2020년 군에 입대했다.
군에서 제대한 이후 2022시즌을 앞두고 웨이보 게이밍의 코치로 부임했다.

## 소속팀

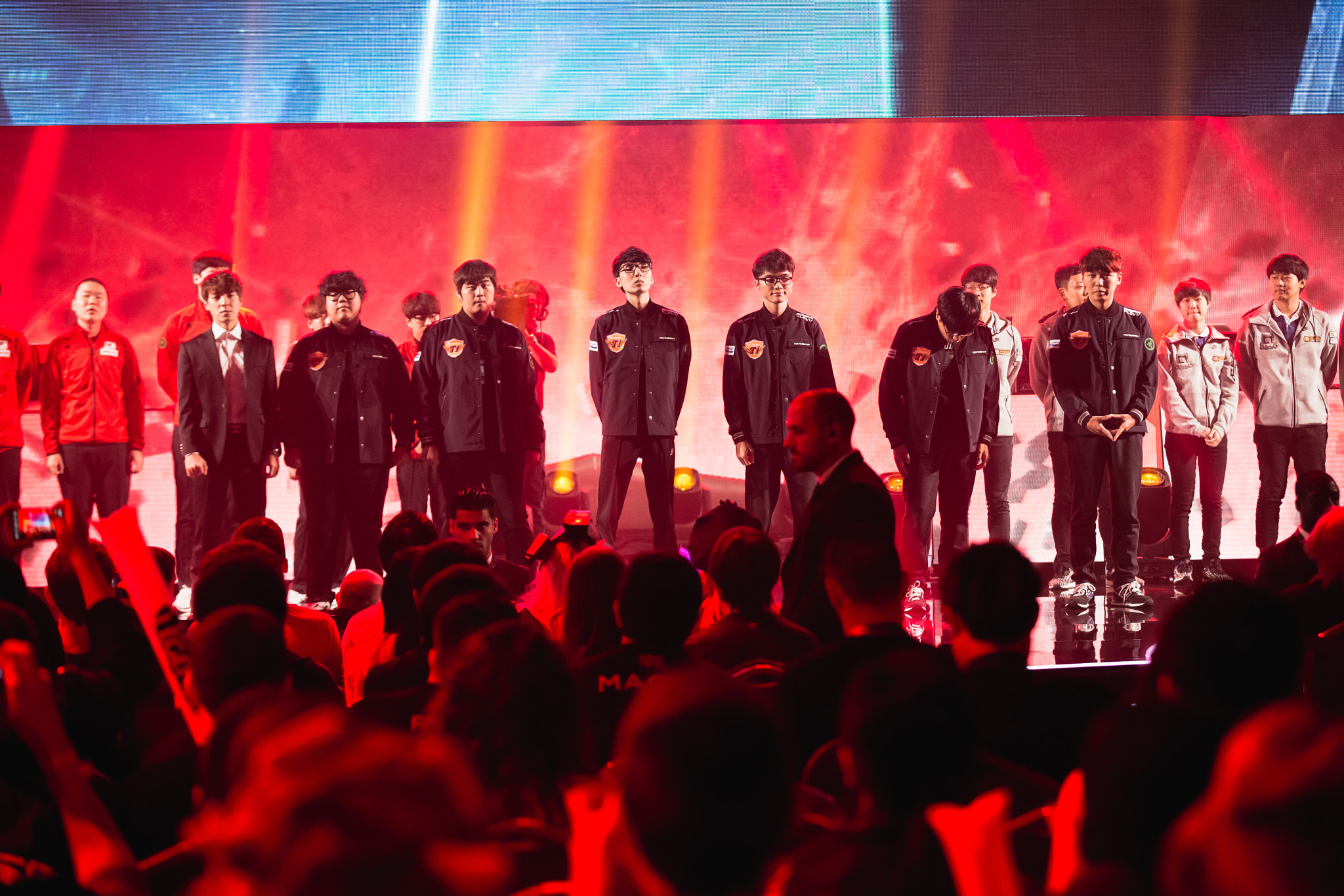
2015 월드 챔피언십 경기 준비 사진.

### 선수
| # | 팀명          | 소속 기간             | 소속 리그    | 비고 |
| - | ------------- | --------------------- | ------------ | ---- |
| 1 | GSG           | 2012.10~2013.02.13    | LCK          |      |
| 2 | MVP 블루      | 2013.02.13~2013.09.11 | LCK          |      |
| 3 | SK텔레콤 T1 S | 2013.10.12~2015.11.25 | LCK          |      |
| 4 | 비시 게이밍   | 2015.12.01~2018.11.02 | LPL LSPL LPL |      |

### 지도자
| # | 팀명          | 직책 | 소속 기간          | 소속 리그 | 비고 |
| - | ------------- | ---- | ------------------ | --------- | ---- |
| 1 | 쑤닝 게이밍   | 코치 | 2018.12.14~2019.12 | LPL       |      |
| 2 | 웨이보 게이밍 | 코치 | 2022.01.06         | LPL       |      |

## 수상 내역

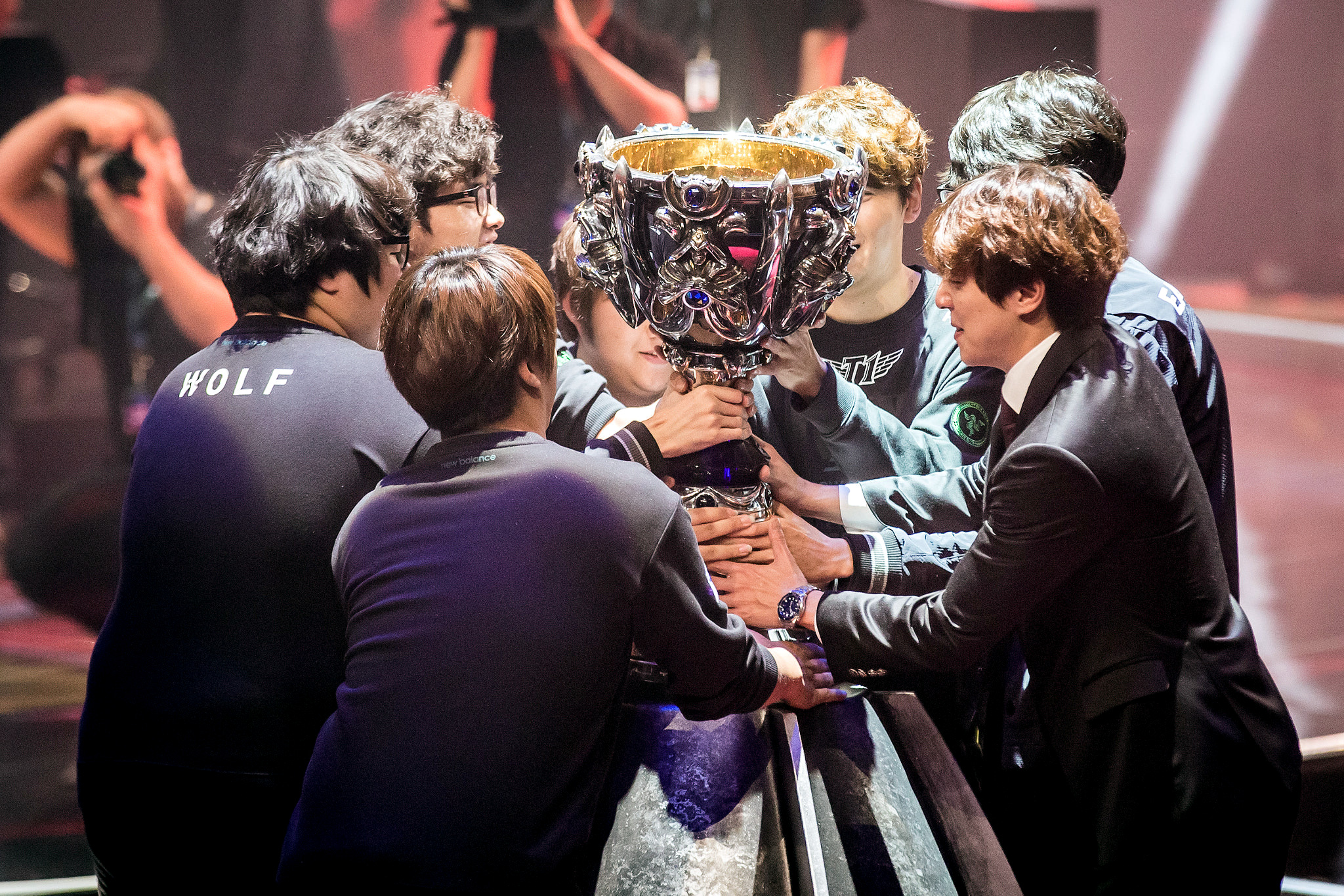
2015 월드 챔피언십 우승 사진.

### GSG
- 컨디션 헛개수 NLB Winter 2012-2013 우승

### MVP
- LOL Club Masters 우승

### T1
- SKT LTE-A LoL Masters 2014 준우승
- 스베누 리그 오브 레전드 챔피언스 코리아 스프링 2015 우승
- 스베누 리그 오브 레전드 챔피언스 코리아 스프링 2015 포스트 시즌 MVP
- 2015 미드 시즌 인비테이셔널 준우승
- 스베누 리그 오브 레전드 챔피언스 코리아 섬머 2015 우승
- 리그 오브 레전드 월드 챔피언십 2015 우승
- e스포츠 명예의 전당 히어로즈

### Vici gaming
- 2017 LoL Secondary Pro League Summer 우승